# Попадинова, Евдокия
Евдокия Димитрова Попадинова (род. 26 октября 1996, Хаджидимово, Благоевградская область) — болгарская футболистка, нападающая итальянского клуба «Сассуоло» и национальной сборной Болгарии.

## Карьера
Начинала свою карьеру на родине, выступая за команду «Спортика Благоевград». С 2015 года училась в Англии, где выступала за местные клубы.
За национальную сборную играет с 16 лет. Дебютировала 14 июня 2021 года в матче со сборной Македонии (4:2), где сразу же отличилась забитым мячом.
Пять раз признавалась лучшей футболисткой Болгарии: 2016, 2017, 2018, 2019, 2020.